# آرثر بيكر (خطاط)
آرثر بيكر (بالإنجليزية: Arthur Baker)‏ هو خطاط أمريكي، ولد في 1950، وتوفي في 2017.